# Метимир
Метимир (мкд. Метимир) је насеље у Северној Македонији, у јужном делу државе. Метимир припада општини Битољ.

## Географија
Насеље Метимир је смештено у јужном делу Северне Македоније. Од најближег већег града, Битоља, насеље је удаљено 20 km западно.
Метимир се налази у области Ђаваткол, планинске области између Пелагоније и басена Преспанског језера. Насеље је смештено на источним падинама планине Бигле, док се источно од села пружа клисура речице Шемница. Надморска висина насеља је приближно 830 метара.
Клима у насељу је планинска због знатне надморске висине.

## Становништво
Метимир је према последњем попису из 2021. године био без становника. Претежно становништво су били етнички Македонци (90%).
Већинска вероисповест је православље.